# Zhouzai, Guangdong
Zhouzai (kinesiska: 洲仔) är en köping i sydöstra Kina. Den ligger i Guangning härad i staden Zhaoqing i provinsen Guangdong, omkring 110 kilometer nordväst om provinshuvudstaden Guangzhou. Antalet invånare är 13 901. Befolkningen består av 6 906 kvinnor och 6 995 män. Barn under 15 år utgör 24,0 %, vuxna 15-64 år 63 %, och äldre över 65 år 12,0 %.